# Torre de Medronheira
La Torre de Medronheira (en portugués: Torre da Madronheira) es una torre de vigiliancia costera situada en la actual freguesía de Albufeira e Olhos de Água, Portugal. Fue construida en el siglo XVI, durante el reinado de Juan III. Su función principal era vigilar la costa, protegiendo a la población de los piratas que navegaban por estas aguas, principalmente de los provenientes del norte de África, que secuestraban personas para luego venderlas como esclavas.